# Parlamentswahl in Schottland 2011
- SLP: 37
- SGP: 2
- SNP: 69
- Unabh.: 1
- SLD: 5
- SCP: 15

- Austritt: 72
- Union: 57

Die Parlamentswahl in Schottland 2011 war die vierte Wahl zum schottischen Parlament und fand am 5. Mai 2011 statt. Am selben Tag fand auch die Wahl zur walisischen Nationalversammlung und zur Nordirland-Versammlung statt und im gesamten Vereinigten Königreich wurde ein Wahlrechtsrefrendum abgehalten. Die Wahl in Schottland endete mit einem Wahlsieg der Scottish National Party (SNP). Erstmals konnte eine Partei die absolute Mehrheit der Parlamentsmandate erreichen.
Das neugewählte Parlament wurde am 1. Juli durch Elisabeth II. eröffnet.

## Ausgangslage
Aus der Parlamentswahl 2007 war die Scottish National Party (SNP) mit 47 Sitzen vor der Scottish Labour Party (46 Sitze) knapp als stärkste Kraft hervorgegangen. Die Scottish Conservative Party erhielt 17 Sitze, die Scottish Liberal Democrats 16 und die Scottish Green Party zwei Sitze. Als Konsequenz aus der Wahl bildete die SNP eine von den Grünen unterstützte Minderheitsregierung unter Alex Salmond, der am 16. Mai 2007 zum Ersten Minister gewählt wurde.

## Politische Positionen der wichtigsten Parteien
Die SNP versprach, im Falle eines Wahlsieges die Council tax (Kommunalsteuer) trotz angespannter öffentlicher Haushaltslage nicht zu erhöhen. Eines ihrer Hauptversprechen war die Durchführung eines Referendums über eine mögliche Unabhängigkeit Schottlands vom Vereinigten Königreich.
Energiepolitisch proklamierte sie das Ziel, dass bis zum Jahr 2020 alle elektrische Energie in Schottland aus erneuerbaren Energiequellen stammen sollte. Sie sprach sich gegen Studiengebühren für schottische Studenten an den Universitäten aus. Hinsichtlich der öffentlichen Sicherheit sprach sich die SNP gegen einen Abbau der bisherigen Polizei-Dienststärke aus.
Die Labour Party setzte sich für die Einführung eines Mindestlohns von 7,15 £ pro Stunde ein. Sie wollte den Fokus ihrer Politik auf die Beseitigung der Jugendarbeitslosigkeit setzen und bis 2020 250.000 neue Arbeitsplätze schaffen. Zur Abschreckung von öffentlichen Gewalttätern trat sie für die Einführung einer zwingenden 6-monatige Haftstrafe für Personen, die gesetzeswidrig mit einem Messer bewaffnet sind, ein. Die Council tax sollte ebenfalls zumindest in den nächsten 2 Jahren nicht erhöht werden. Schottische Studenten sollten von Studiengebühren befreit sein. Der im Jahr 2009 aufgegebene Plan einer Eisenbahnverbindung zwischen dem Hauptbahnhof und dem Flughafen Glasgow sollte wieder reaktiviert werden.
Auch die Konservativen forderten ein Einfrieren der Council tax bis 2013. Sie traten für eine Wiedereinführung der Rezeptgebühr von 5 £ ein. Die zu erwartenden Einnahmen von 37 Millionen Pfund sollten in den National Health Service zur Verbesserung der Versorgung investiert werden. Die Konservative Partei trat für die Einführung von moderaten Studiengebühren ein. Verurteilte Straftäter sollten statt sozialer Arbeit kurze Haftstrafen erhalten. Außerdem befürwortete die Partei einen weiteren Ausbau der Kernenergie, allerdings nicht an neuen Standorten.
Die Liberaldemokraten lehnten ebenfalls Studiengebühren für schottische Studenten ab. Die öffentliche Wasserversorgung Scottish Water sollte privatisiert werden und mit dem auf 1,5 Milliarden Pfund veranschlagten Erlös sollten Investitionen getätigt werden, die zur Schaffung von 100.000 neuen Arbeitsplätzen führen sollten. Die Council tax sollte reformiert werden.
Die grüne Partei Schottlands wollte ökologische Projekte fördern. Die Council tax sollte durch eine land value tax (Steuer auf Landbesitz) ersetzt werden. Schottische Studenten sollten von Studiengebühren befreit sein. Das Justizsystem Schottlands sollte reformiert werden. Eine weitere geplante Überquerung des Forth sollte nicht realisiert werden.

## Ergebnis

Ergebnisse in den Wahlkreisen:

Mit der SNP gelang es einer schottischen Partei erstmals, die absolute Mehrheit der Mandate zu erringen. Durch den Wahlsieg der Partei konnte die amtierende Regierung unter Alex Salmond ihre Arbeit fortsetzen. Diese hatte angekündigt, gemäß ihrem Wahlversprechen in der kommenden Legislaturperiode eine Volksabstimmung zur Unabhängigkeit Schottlands durchzuführen. Das schwache Wahlergebnis der Liberaldemokraten in einer ihrer bisherigen Hochburgen, das sich auch bei den zeitgleich stattfindenden Wahlen in England und Wales zeigte, wurde als Enttäuschung darüber gewertet, dass die Partei seit Beginn der Koalition mit den Konservativen einen strikten Sparkurs mittragen musste und zahlreiche ihrer Wahlversprechen nicht einhalten konnte.
| Partei | Partei            | Wahlkreis- stimmen | In %    | Wahlkreis- mandate | Listen- stimmen | In %    | Listen- mandate | Gesamt- mandate |
| ------ | ----------------- | ------------------ | ------- | ------------------ | --------------- | ------- | --------------- | --------------- |
|        | SNP               | 902.915            | 45,39 % | 53                 | 876.421         | 44,04 % | 16              | 69              |
|        | Labour            | 630.461            | 31,69 % | 15                 | 523.559         | 26,31 % | 22              | 37              |
|        | Conservative      | 276.652            | 13,91 % | 3                  | 245.967         | 12,36 % | 12              | 15              |
|        | Liberal Democrats | 157.714            | 7,93 %  | 2                  | 103.472         | 5,20 %  | 3               | 5               |
|        | Greens            | –*                 | –       | 0                  | 87.060          | 4,38 %  | 2               | 2               |
|        | Unabh.            | 12.357             | 0,62 %  | 0                  | 22.306          | 1,12 %  | 1               | 1               |
|        | SSCUP             | 1.618              | 0,08 %  | 0                  | 33.253          | 1,67 %  | 0               | 0               |
|        | UKIP              | 2.508              | 0,13 %  | 0                  | 18.138          | 0,91 %  | 0               | 0               |
|        | Socialist Labour  | –*                 | –       | 0                  | 16.847          | 0,85 %  | 0               | 0               |
|        | BNP               | –*                 | –       | 0                  | 15.580          | 0,78 %  | 0               | 0               |
|        | SSP               | –*                 | –       | 0                  | 8.272           | 0,42 %  | 0               | 0               |
|        | Andere            | 4.997              | 0,25 %  | 0                  | 38.991          | 1,95 %  | 0               | 0               |
| Gesamt | Gesamt            | 1.989.222          | 100 %   | 73                 | 1.991.051       | 100 %   | 56              | 129             |

* Die Scottish Green Party, die Scottish Socialist Party, die Socialist Labour Party und die British National Party stellten keine Wahlkreiskandidaten auf.
Eine vollständige Auflistung aller Abgeordneten in dieser Legislaturperiode ist unter Liste der Mitglieder des Schottischen Parlaments (4. Wahlperiode) zu finden.